# 新北市美術館
新北市美術館，是臺灣新北市的公立美術館，由新北市政府監督的行政法人機構，總樓地板面積為32,397平方公尺，位於新北市鶯歌區三鶯新生地，鄰近鶯歌車站與新北市立鶯歌陶瓷博物館。

## 歷史沿革

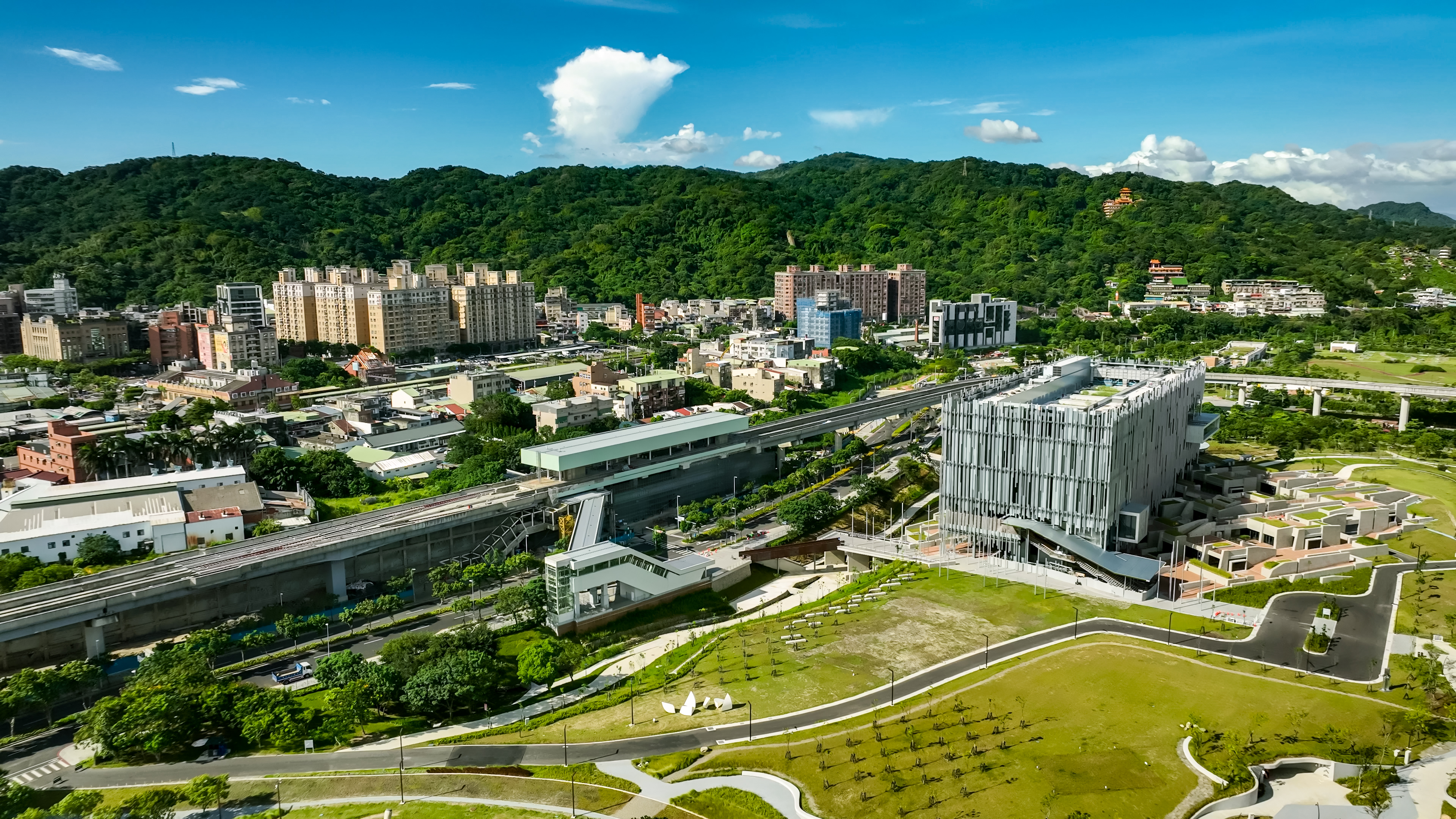
美術館園區與鄰近的捷運三鶯線鶯歌車站

新北市美術館所在的三鶯新生地位處三鶯大橋下游大漢溪河床，由台北縣政府規畫填土整治闢建為新生地。在美術館動工前該地便已是鶯歌居民休閒、散步及運動的日常生活場域。2007年時任台北縣長周錫瑋提出「三鶯水岸都市發展總體計劃」，計畫中文化建設子項目「縣立美術館興建計畫」為新北市美術館的前身。
在新美館成立前此處便已是藝文空間，2009年新北市政府在此設置戶外陶瓷公共藝術作品，2012年三鶯藝術村正式啟用，設有展示廳與工作坊等室內空間，並邀請藝術家駐村創作。
2014年9月16日，新北市政府上網公告設計競圖。9月16日，截止收件及開標。2015年2月16日，國際競圖評選出爐，由大元聯合建築師事務所姚仁喜建築師設計的「蘆葦叢中的現代美術館」獲得首獎，主體建築外觀以高低不同的垂直管狀構成，呼應大漢溪蘆葦搖曳的地景；建築內層使用陶管材料減少熱吸收，符合節能減碳的綠建築概念，也結合了鶯歌地區陶瓷工藝產業。園區內的三鶯藝術村在整修後則重新命名為圓頂藝術空間。
2018年12月，興建工程正式動土。2019年11月，新北市美術館籌備處成立。2023年4月15日，開放第一期戶外園區。
河岸旁的新北市美術館歷經河畔整治、都市發展、水岸建設的不同階段，成為鄰近住民及大台北地區的休憩場域。園區內目前可欣賞〈種子〉、〈對立與和諧〉、〈形色與色〉、〈島嶼路徑〉、《聲紋》以及原位於三鶯之心的〈坯〉、〈瓷意生活〉、〈走泥〉以及〈王者之仗—1804〉等戶外公共藝術作品。

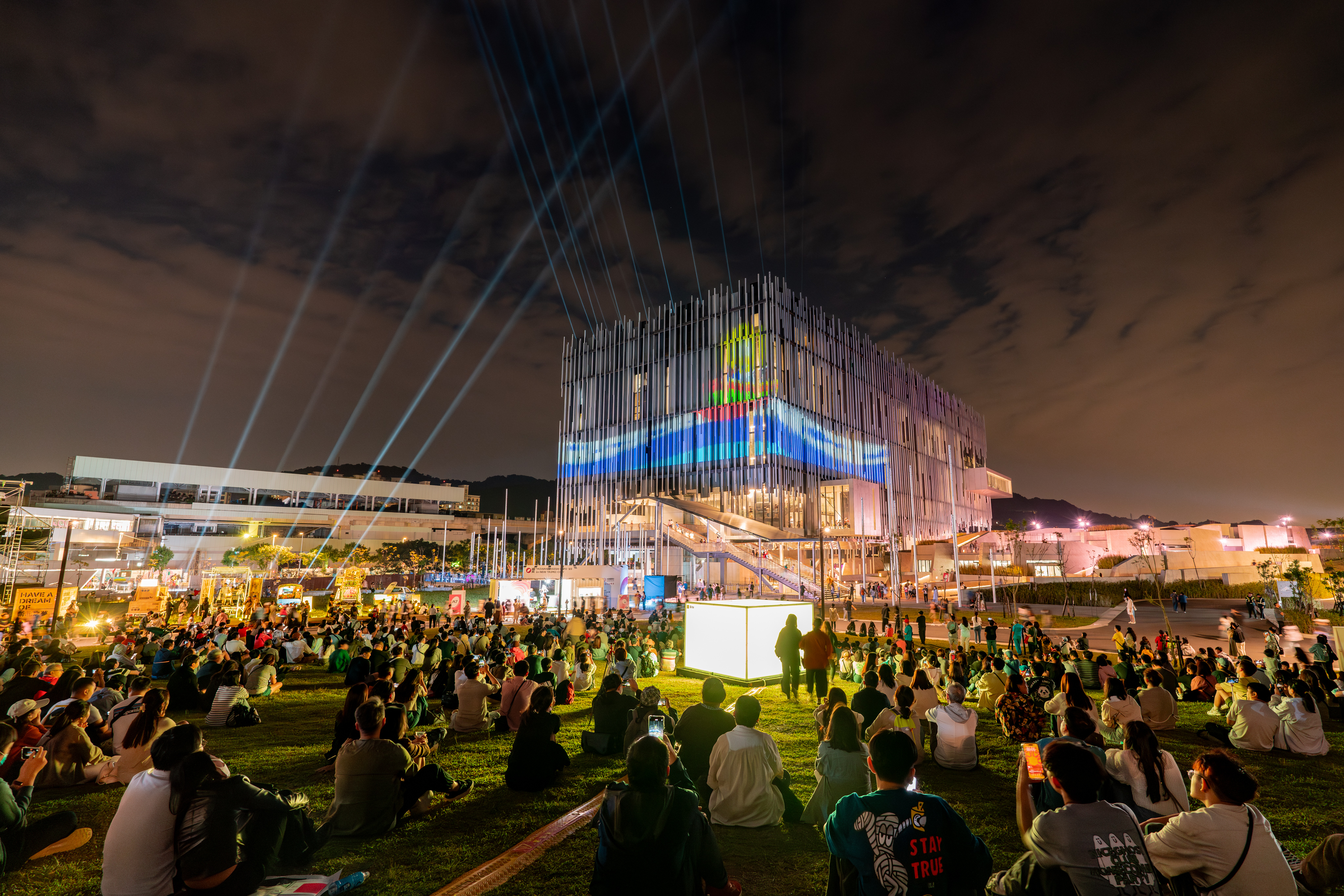
2023年台灣設計展新美館園區戶外光影展演

2023年6月30日至7月16日，新北市政府文化局於新美館園區舉辦「2023新北城市藝術節」，新美館與陶博館共同響應連動展。此外，「2023台灣設計展」於10月6日至10月22日在新北鶯歌登場，展覽地點橫跨新北市美術館、鶯歌陶瓷博物館、鶯歌國民運動中心、鶯歌區同慶市民活動中心、新太源藝術工坊。
2024年8月23日，新美館行政法人成立，任命賴香伶擔任首位館長。
2025年4月8日至13日試營運，4月25日對外開館。

## 外部連結
- 新北市美術館網站 （页面存档备份，存于）